# Bekecsalja
Bekecsalja, a Felső- és Közép- Nyárád-mentének egy tájegysége. 

## Leírása
A Bekecs a Görgényi-havasok különálló része, amelytől a Szakadát-nyereg választja el, legmagasabb pontja 1080 m. 
A Bekecsalja földrajzi és néprajzi tájegység, mely a Kis-Nyárád- és Nagy-Nyárád felső és középső szakaszát ma foglalja magába, valamint a Kis-Küküllő felső folyásának vidékét. 
Bekecsalja lakossága főleg földműveléssel és állattenyésztéssel foglalkozik még ma is. 
Népviselete más székelyföldi viseleteknél gazdagabb díszítésű, melyet különlegessé tesz az egyedi zsinórozás.